# SG Zentralschweiz
Die SG Zentralschweiz war eine seit 2002 bestehende Spielgemeinschaft der beiden Handballvereine BSV Stans und BSV Luzern. Ziel dieses Zusammenschlusses war es, in der Zentralschweiz wieder erstklassigen Handball zu haben. Bereits nach zwei Jahren wurde der Aufstieg realisiert. Darauf schlossen sich der KTV Altdorf und der KTV Muotathal der SG an, und diese wurde in SG Stans/Zentralschweiz umbenannt. Die SG hat einige bemerkenswerte Talente hervorgebracht.
Am Ende der Spielzeit 05/06 wurde bekannt, dass der Verein finanzielle Probleme und einen Fehlbetrag von rund 280'000 Schweizer Franken hat. Am 7. Juli 2006 musste der Verein Insolvenz anmelden.

## Bekannte ehemalige Spieler
|  |             |                  |                |
|  | Schweiz     | Carlos Lima      | Flügel Links   |
|  | Schweiz     | Daniel Schmid    |                |
|  | Schweiz     | Daniel Fellmann  |                |
|  | Schweiz     | Andy Schmid      | Rückraum Mitte |
|  | Schweiz     | Tobias Hodel     | Torhüter       |
|  | Deutschland | Markus Krauthoff | Kreisläufer    |
|  | Schweiz     | Michael Schlegel | Kreisläufer    |